# Alger insolite
Pour plus de détails, voir Fiche technique et Distribution.
Alger insolite (Tahia ya Didou !) est un film algérien réalisé par Mohamed Zinet, sorti en 1971.

## Synopsis
Réalisé en 1971, Tahya Ya Didou ! est le seul long-métrage du réalisateur Mohamed Zinet,. Dans ce film, il expose sa vision de l'Algérie indépendante avec réalisme et poésie en faisant découvrir la Casbah et Alger la blanche, perle de la Méditerranée, dans un dialogue poétique raconté par son ami, le poète Himoud Brahimi. Le résultat, une comédie inclassable, pleine de vie et de fantaisie, de fraîcheur et de poésie, devenue peu à peu culte pour les cinéphiles, qui ne fut pas au départ du goût des commanditaires de la municipalité d'Alger qui en attendaient un documentaire touristique sur la capitale. Résultat,Tahya Ya Didou !  n'a jamais connu de sortie véritable. Le film, dont une copie pellicule sera finalement retrouvé, est restauré et numérisé en 2016.

## Fiche technique
- Titre original : Tahia ya Didou !
- Titre français : Alger insolite
- Réalisation : Mohamed Zinet
- Scénario : Mohamed Zinet et Himoud Brahimi
- Photographie : Ali Marok et Bruno Muel
- Son : A. Oulmi
- Musique : El Hadj M'hamed El Anka
- Société de production : APC d'Alger
- Pays d'origine : Algérie
- Format : Couleurs - 35 mm - 1,66:1
- Genre : comédie dramatique
- Durée : 76 minutes
- Date de sortie : 1971

## Distribution
- Himoud Brahimi : Momo, le poète
- Georges Arnaud : le touriste suisse
- Suzie Naceur : la touriste française
- Mohamed Zinet : Hassan